# Margoagung (Seyegan)
Margoagung is een bestuurslaag in het regentschap Sleman van de provincie Jogjakarta, Indonesië. Margoagung telt 9302 inwoners (volkstelling 2010).